# Tipton (Iowa)
Tipton és una població dels Estats Units a l'estat d'Iowa. Segons el cens del 2000 tenia 3.155 habitants.

## Demografia
Segons el cens del 2000, Tipton tenia 3.155 habitants, 1.334 habitatges, i 868 famílies. La densitat de població era de 669,3 habitants/km².
Dels 1.334 habitatges en un 29,5% hi vivien nens de menys de 18 anys, en un 53,6% hi vivien parelles casades, en un 8,2% dones solteres, i en un 34,9% no eren unitats familiars. En el 31,1% dels habitatges hi vivien persones soles el 16,6% de les quals corresponia a persones de 65 anys o més que vivien soles. El nombre mitjà de persones vivint en cada habitatge era de 2,31 i el nombre mitjà de persones que vivien en cada família era de 2,87.
Per edats la població es repartia de la següent manera: un 23,6% tenia menys de 18 anys, un 7,3% entre 18 i 24, un 26,6% entre 25 i 44, un 21,6% de 45 a 60 i un 20,9% 65 anys o més.
L'edat mediana era de 40 anys. Per cada 100 dones de 18 o més anys hi havia 88,6 homes.
La renda mediana per habitatge era de 36.778 $ i la renda mediana per família de 45.698 $. Els homes tenien una renda mediana de 34.464 $ mentre que les dones 21.596 $. La renda per capita de la població era de 17.494 $. Entorn del 2,9% de les famílies i el 7% de la població estaven per davall del llindar de pobresa.

## Poblacions més properes
El següent diagrama mostra les poblacions més properes.